# Nadzikambia baylissi
Espèce
Statut de conservation UICN

 NT  : Quasi menacé
Statut CITES
Nadzikambia baylissi est une espèce de sauriens de la famille des Chamaeleonidae.

## Répartition
Cette espèce est endémique du mont Mabu dans la province de Zambézie au Mozambique.

## Publication originale
- Branch & Tolley, 2010 : A new species of chameleon (Sauria: Chamaeleonidae: Nadzikambia) from Mount Mabu, central Mozambique. African Journal of Herpetology, vol. 59, n. 2, p. 157-172.